# Gloiothele
Gloiothele Bres. (balonikowiec) – rodzaj grzybów z rodziny powłocznickowatych (Peniophoraceae).

## Charakterystyka
Grzyby kortycjoidalne o bazydiokarpie rozproszonym, rozpostartym, przyrośniętym. Górna powierzchnia (hymenialna) gładka lub grudkowata. System strzępkowy monomityczny, strzępki z prostą przegrodą. Gleocystydy sulfopozytywne z gutulami. Czasami występują gładkie lub inkrustowane hyfidy. Podstawki wąsko maczugowate, 4-sterygmowe. Bazydiospory niemal kuliste lub elipsoidalne, z wydatnym wierzchołkiem, cienkościenne, gładkie, amyloidalne.
Gloiotele charakteryzuje się monnomitycznym systemem strzępkowym ze strzępkami o prostych przegrodach i gładkimi, amyloidalnymi bazydiosporami. Wu w 1996 r. włączył do Gloiotele także blisko spokrewniony Vesiculomyces.

## Systematyka i nazewnictwo
Pozycja w klasyfikacji według Index Fungorum: Peniophoraceae, Russulales, Incertae sedis, Agaricomycetes, Agaricomycotina, Basidiomycota, Fungi.
Takson utworzył Giacomo Bresàdola w 1920 r. Synonimy naukowe:
- Gloeocystidiopsis Jülich
- Vesiculomyces E. Hagstr.

Polską nazwę zaproponował Władysław Wojewoda w 2003 r. W polskim piśmiennictwie mykologicznym należące do tego rodzaju gatunki opisywane były także jako rozwiernik i pęcherzowiec.
Niektóre gatunki:
- Gloiothele citrina (Pers.) Ginns & G.W. Freeman 1994 – balonikowiec żółtawy
- Gloiothele citrinoidea Sheng H. Wu 1996
- Gloiothele globosa Sheng H. Wu 1996
- Gloiothele granulosa Hjortstam & Spooner 1990
- Gloiothele humilis (Boidin) Boidin, Lanq. & Gilles 1997
- Gloiothele incrustata Gorjón 2012
- Gloiothele lactescens (Berk.) Hjortstam 1987 – balonikowiec mleczny
- Gloiothele lamellosa (Henn.) Bres. 1920
- Gloiothele larssonii Gorjón 2012
- Gloiothele sulcata (Rehill & B.K. Bakshi) Boidin, Lanq. & Gilles 1997[5]
- Gloiothele ventricosa Ghob.-Nejh. 2009

Wykaz gatunków i nazwy naukowe na podstawie Index Fungorum. Nazwy polskie według Władysława Wojewody.